# 1384
1384 (MCCCLXXXIV) var ett skottår som började en fredag i den julianska kalendern.

## Händelser

### April
- 7 april – Norrköpings stadsprivilegium omnämns för första gången (i ett dokument) och därför räknas detta som det datum då Norrköping får stadsprivilegium.
- April – Svenskarna går in i Skåne och härjar samt intar Laholm. Sannolikt sluts sedan ett stillestånd, vilket avslutar krigståget.

### Oktober
- 23-24 oktober – Vadstena kloster invigs.

## Födda
- 11 augusti – Yolanda av Aragonien, fransk regent de facto och titulärdrottning av Aragonien

## Avlidna
- 31 december – John Wycliffe, engelsk teolog
- Beatrice Regina della Scala, hertiginna av Milano
- Johanna av Penthièvre, regrande hertiginna av Bretagne.